# Sten-Inge Petersson
Nils Sten-Inge Petersson, född 13 november 1963 i Karlshamns församling i Blekinge län, är en svensk organist, dirigent, körledare och kompositör.

## Biografi
Sten-Inge Petersson har varit organist i Nässjö församling och i Nybro-S:t Sigfrids församling. Han är domkyrkoorganist i Växjö stads- och domkyrkoförsamling. och dirigent för Växjö domkyrkas Oratoriekör.
Tillsammans med Johan Thelin har han komponerat "Guds Andes skål av Glas", en mässa för kör, musikkår och församling.
Sten-Inge Petersson gifte sig 1987 med Linnea Andersson (född 1969).